# Regne d'Aragó
|  | No s'ha de confondre amb Corona d'Aragó. |

El Regne d'Aragó (en aragonès: Reino d'Aragón) naix el 1035 de la unió dels comtats d'Aragó, Sobrarb i Ribagorça en la figura de Ramir I.

## 925. El comtat d'Aragó sota la monarquia pamplonesa
El matrimoni de l'any 925 entre Andregot Galindes, filla del comte Galí III d'Aragó, i el rei Garcia Sanxes I de Pamplona va suposar que el comtat independent d'Aragó passés a formar part del patrimoni reial de la monarquia pamplonesa governada per la Dinastia Ximena. Tot i així el Comtat d'Aragó va continuar conservant una certa personalitat que havia estat reforçada gràcies al renéixer de la vida monàstica i l'organització d'una diòcesi coincident amb els límits del comtat.

## Monarquia pamplonesa
La dinastia Ximena establí les bases de la institució monàrquica a Aragó, fonamentada en el rex i el regnum. El rex es caracteritzava per:
- dignitat (títol): ostentava la dignitat de rex
- potestas (poder): exercia el govern reial amb la consideració de funció pública
- honor (propietat): tenia la propietat íntegra del regnum

El regnum estava format per:
- barons
- terra: que podia ser de tres tipus, terra regis, honor regalis, i els alous baronials.[2]

Les relacions entre el rex i el regnum es determinaven per:
- principatum: el rei exercia les funcions de princeps, cabdill militar i primer entre els barons, sobre els quals exercia autoritat i justícia
- dominatum: el rei exercia les funcions de dominus, senyor de la terra
- lex et consuetudes: la llei (furs) i la consuetud (usos i costums) determinaven el marc de relacions

La relació del rex amb el regnum es guiava a través del principatum actuant com a cabdill nat de l'exèrcit i de l'administració de justícia, i el dominatum actuant com a senyor de la terra. Però si els interessos generals entraven en conflicte amb determinats sectors, els furs, usos i costums oferien l'única sortida legal al conflicte: el pacte, que ja caracteritzava la monarquia pamplonesa. Aquests furs, usos i costum establien els deures de la monarquia: la defensa de la pau i l'ordre a la terra i als homes, que suposava l'obligació de defensar la integritat territorial i de mantenir els homes en «la honor» que corresponia a cadascun. Per la seva part, els «barons» estaven obligats a servir-lo militarment i a aconsellar-lo a través de la Cúria reial.
La successió estava vinculada al primogènit mascle, reconeixent a la femella tan sols la facultat de transmissora de l'honor (propietat) reial, però no la capacitat per exercir la potestas (poder) reial. La successió es feia a través d'un acte públic de donació de l'antecessor, que necessitava l'aquiescència dels barons (posterioritat també de les ciutats), així com el reconeixement explícit del deure de respectar els furs, usos i costums del regnum. El primogènit havia de rebre íntegrament la terra regis, el patrimoni reial, de manera que el rei tan sols podia repartir lliurement els acaptes, és a dir, les terres que hagués conquerit en vida seva, però no les terres que hagués rebut en herència del seu pare. Un cop feta la donació al primogènit mascle, les terres conquerides que li hagués donat en herència passaven a incorporar-se a la terra regis del primogènit, el qual al seu torn l'hauria de transmetre íntegrament al seu fill i successor, podent disposar a voluntat només de les noves terres que fos capaç de conquerir durant la seva vida. D'aquesta manera s'assegurava que el patrimoni reial, terra regis, s'incrementava generació rere generació i no es produís un fraccionament territorial que impossibilités la viabilitat de la monarquia.

## 1035. De Matidero a Vadoluengo
Com a territori patrimonial de la dinastia Ximena, l'antic comtat d'Aragó no podia disgregar-se del patrimoni reial de Pamplona. El 1035 el rei Sanç Garcés III de Pamplona «el Major» donà el seu regne patrimonial, el regne de Pamplona, al seu fill Garcia Sanxes III de Pamplona, que va esdevenir d'aquesta manera el successor al tron navarrès. Al seu fill Gonçal Sanxes li donà els territoris que havia conquerit en vida seva, els comtats de Ribagorça i Sobrarb, mentre que Ferran I de Castella ja havia rebut el 1029 el comtat de Castella del seu oncle Garcia. Quedava pendent però el seu fill il·legítim Ramir Sanxes. Aquest va rebre les terres compreses entre les viles de Matidero a Vadoluengo «Facta carta donationis quod ego Sanciu, gratia Dei rex, dono terra mea tibi filio meo Ranimiro, ed est de Matirero usque Vadumlongum ab omni integritate», conjunt de terres que es corresponen aproximadament a l'antic comtat d'Aragó de 925. Però com que aquestes terres entre Matidero a Vadoluengo eren terres patrimonials de la dinastia pamplonesa, és a dir, eren terra regis, li foren donades en feu i amb l'obligació de jurar fidelitat al seu germà el rei de Pamplona Garcia Sanxes III.

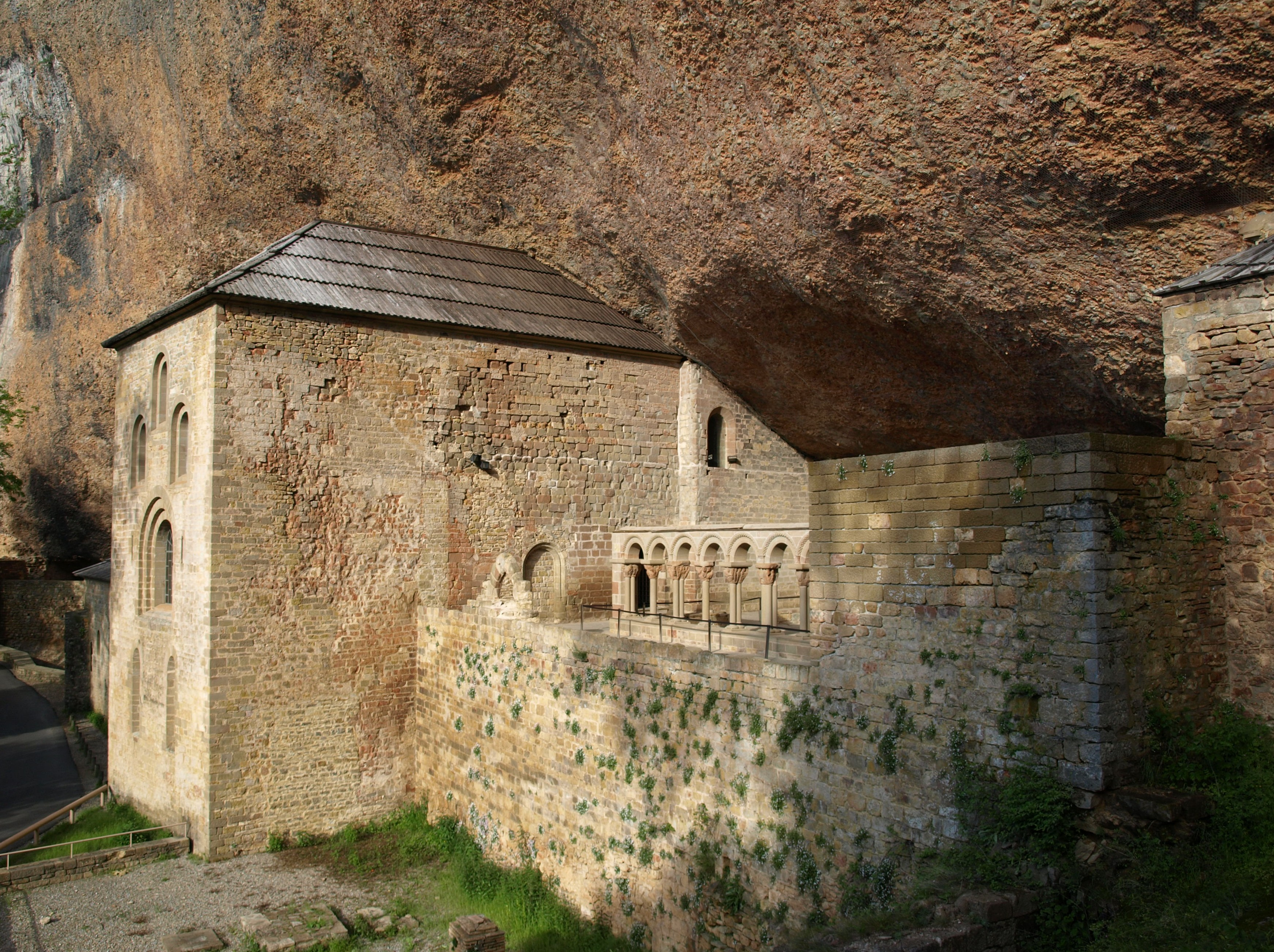
Monestir de Sant Joan de la Penya prop de la ciutat reial aragonesa de Jaca

La historiografia secular havia interpretat de manera simplificada que arran del testament del rei Sanç Garcés III de Pamplona «el Major» el Regne de Pamplona s'havia dividit i s'havien creat els regnes independents de Castella, de Ribagorça-Sobrarbre i d'Aragó. Però l'historiador aragonès Antonio Ubieto Arteta es mostrà en desacord amb aquesta interpretació del testament de 1035 segons la qual s'havien creat aquests tres regnes independents. Segons Ubieto, Sanç Garcés III de Pamplona mai no dividí el Regne de Pamplona entre els seus fill, sinó que tan sols concedí parts territorials d'aquest regne als seus fills a fi que els governessin, però sempre sota l'obediència del seu germà i rei Garcia Sanxes III de Pamplona, que fou qui ostentà la potestas reial. Aquesta interpretació suposà l'obertura d'un intens debat amb el també historiador aragonès Antonio Durán Gudiol, partidari de la interpretació tradicional, debat que han continuat després altres historiadors partidaris d'una o altra corrent, i que s'articula a l'entorn del concepte de reialesa de la Dinastia Ximena i de la categoria jurídica de regne.

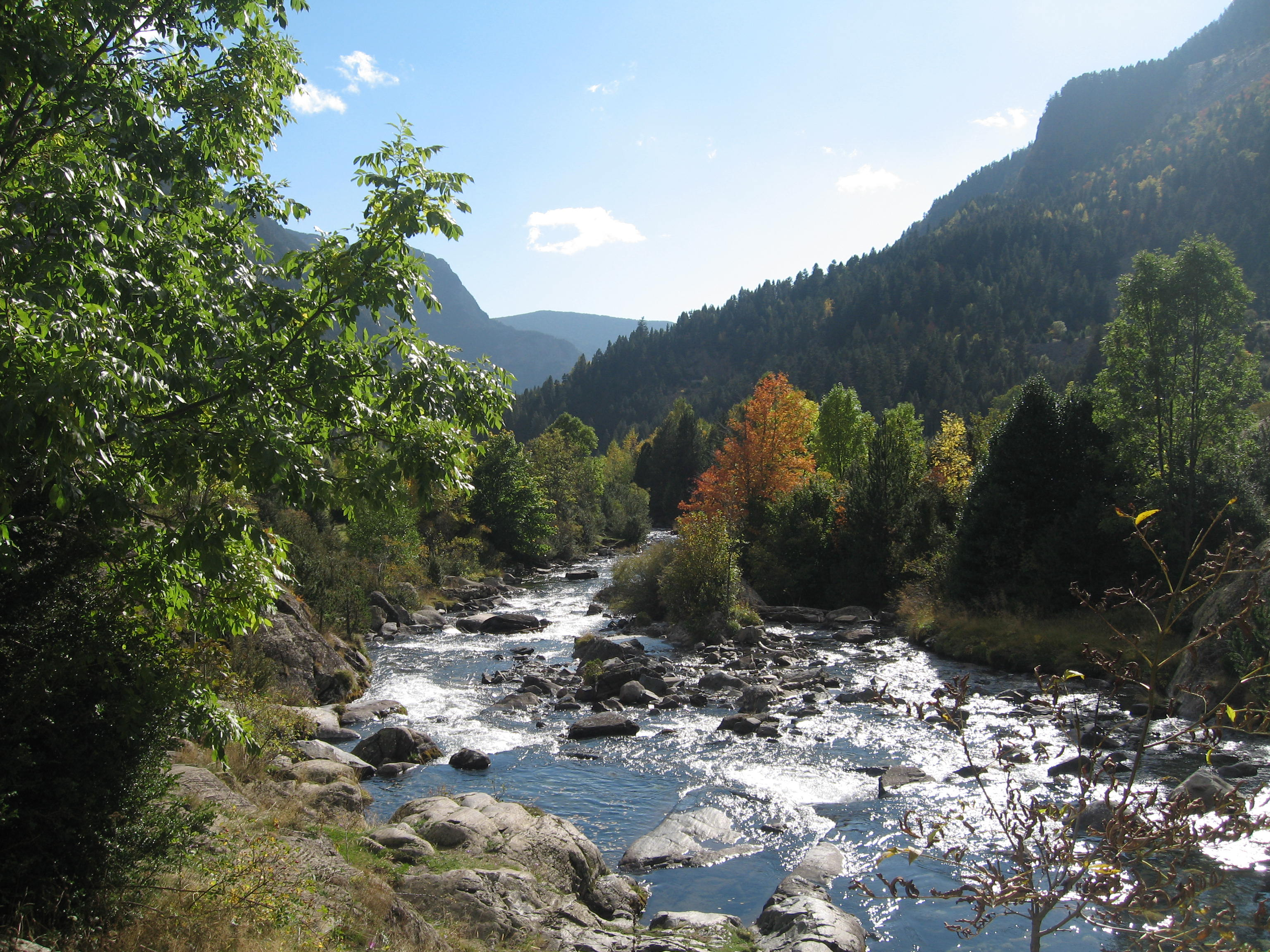
Vall de Benasc al Comtat de Ribagorça

L'historiador Roberto Viruete Erdozáin assenyala en primer lloc que Ramir sí que va rebre efectivament l'honor (propietat), però no de l'antic comtat d'Aragó del 925, sinó d'un espai geogràfic comprès entre les viles de Matidero i Vadoluengo; aquest conjunt territorial s'aproxima bastant a l'antic comtat d'Aragó, però en rebre aquestes terres, no se les denomina comtat d'Aragó, ni a Ramir se l'anomena Comte d'Aragó. L'historiador Roberto Viruete Erdozáin assenyala que Ramir mai no va rebre la dignitat (títol) reial, que ostentà el seu germà el rei de Pamplona; és per això que Ramir sempre adoptà títols alternatius de l'estil «Ramir, fill del rei Sanç» (Ranimirus Sancioni regis filius), però mai s'intitulà obertament com a rei, perquè això hauria significat traïció contra el seu germà i legítim rei Garcia Sanxes III de Pamplona. Això no obsta perquè en documents no expedits per ell mateix en persona, se l'anomeni rex, seguint la tradició pamplonesa d'anomenar rei als fills del rei, encara que aquests no ho siguin. Altres denominacions que s'empraren foren la de quasi pro rege o regulus, però Ramir en persona mai no s'intitulà rei. Paral·lelament, s'ha demostrat que aquells documents on apareix Ramir titulant-se com a rei són en realitat falsificacions, majoritàriament fetes per monestirs aragonesos que buscaven justificar amb aquests documents falsos prevendes i privilegis que en realitat mai no van rebre. Altres falsificacions procedeixen del moment de la successió de Ramir II d'Aragó, quan aquest casà la seva filla amb el comte de Barcelona Ramon Berenguer IV i que tenien per objectiu justificar les aspiracions castellanes al tron navarro-aragonès. Això no obstant però, la historiografia de l'edat mitjana sí que va considerar, partint de l'esdevenir dels esdeveniments futurs que desembocaren finalment en la creació del regne d'Aragó, que Ramir fos considerat com el primer rei d'Aragó, encara que en la realitat això no sigui cert.
Finalment l'historiador Roberto Viruete Erdozáin assenyala que malgrat que Ramir no va rebre del seu pare la potestas, en termes pràctics sí que l'exercí, perquè aconseguí el suport dels barons que el reconegueren com al seu sobirà i senyor en aquelles terres, és a dir, fou ell qui, a més de tenir l'honor (propietat) del territori, fou ell qui el governà efectivament amb el concurs del barons. L'historiador Roberto Viruete Erdozáin conclou doncs que Ramir I va rebre l'honor (propietat) total d'un espai territorial comprès entre les viles de Matidero i Vadoluengo, no de l'antic comtat d'Aragó. Aquestes terres estaven integrades dins del regne de Pamplona. En rebre aquestes terres, Ramir I fa fer-ne jurament i homenatge, restant subordinat i devent obediència al seu germà el rei Garcia Sanxes III de Pamplona, que era qui tenia la potestas sobre tots els territoris del seu difunt pare. Les terres entre Matidero a Vadoluengo es veieren dotades d'aquesta manera d'una estructura política pròpia dirigida per Ramir I, lligat mitjançant un pacte de feudo-vassallàtic al seu germà el rei de Pamplona.
Així, malgrat que les terres entre Matidero i Vadoluengo no esdevingueren el 1035 un regne jurídicament independent del Regne de Pamplona, malgrat que Ramir I no va rebre del seu pare la potestas per governar-les, i malgrat que Ramir I no s'intitulà mai rei, l'historiador Roberto Viruete considera que, donat que Ramir va rebre l'honor (propietat) d'aquelles terres, donat que en la pràctica Ramir I va governar-les exercint la potestas, i donat que els seus successors li atorgaren la dignitat (títol) del rei, i així el consideraren els seus barons, en termes historiogràfics sí que es pot considerar Ramir I com a rei i, per tant, i arran d'aquesta consideració, sí que es pot definir a les terres governades per ell entre Matidero i Vadoluengo com a regne, o regne d'Aragó. Això no obstant però, cal tenir en compte allò assenyalat per l'historiador Antonio Ubieto, i és que la dignitat (títol) que adoptaren majoritàriament els successors de Ramir I fou la de «rex Aragonensium», que traduït correctament no vol dir Rei d'Aragó (unes terres), sinó Rei dels aragonesos.

## 1076. Reis dels aragonesos i dels pamplonesos

Regne d'Aragó i Pamplona sota la Dinastia Ximena
Dominis que el 1076 passaren a Sanç Ramires, rei d'Aragó i Pamplona
Comtat de Navarra pel que Pere I rei d'Aragó i Pamplona, reté homenatge el 1087 a Alfons VI de Castella
Dominis patrimonials de Sanç Ramires, rei d'Aragó i Pamplona
Terres conquerides per Sanç Ramires (1076-1094) i Pere I (1094-1104), reis d'Aragó i Pamplona
Terres conquerides per Alfons I (1104-1134), rei d'Aragó i Pamplona
Dominis regits per Alfons I rei d'Aragó i Pamplona
Dominis que al 1126 reclamà Alfons VII de Castella

El fill i successor de Ramir Sanxes fou Sanç Ramires. Malgrat que Ramir Sanxes exercí la potestas sobre terres de Matidero a Vadoluengo, legalment aquestes terres no eren cap regne independent, perquè estaven integrades al Regne de Pamplona, i Ramir I d'Aragó havia de retre homenatge i guardar obediència al rei de Pamplona. És per això que el 1068 Sanç Ramires viatjà a Roma oferint vassallatge al Papa i sotmetent les seves terres de Matidero a Vadoluengo a l'obediència de Roma. De resultes d'aquest vassallatge, el rei es comprometé a pagar un tribut de 600 marcs d'or anuals. Sanç Ramires va conquerir noves terres obrint tres fronts per a expandir el seu regne, seguint el corrent del Cinca, las Bardenas Reales i el Gállego. La conquesta del pla s'anava assegurant amb la construcció de castells que servien de llançadora i després com a protecció de la terra conquerida. Així Sanç Ramires va construir, entre d'altres, els castells de Loarre, Obano, Montearagón, Artasona i Castiliscar. En el front del riu Cinca el 1064 va prendre Barbastre als musulmans gràcies al seu sogre Ermengol III d'Urgell, a qui concedí la ciutat però on morí en la represa de la ciutat per les tropes de Ahmed I ben Sulaiman al-Muktadir.
Tot i així Sanç Ramires continuà sense emprar la dignitat (títol) de rei. Però el 1076 el seu cosí i rei Sanç Garcés IV de Pamplona fou assassinat pel seu germà Ramon. Els nobles pamplonesos, no volent ser governats per un rei fratricida escolliren a Sanç Ramires com a nou rei, moment a partir del qual usà ja sense limitacions la dignitat (títol) de rei, titulant-se «rei dels Aragonesos i dels Pamplonesos», en llatí: «gratia Dei Aragonensium et Pampilonensium rex» (Sanç I d'Aragó i Pamplona). El 1078 Sanç I d'Aragó i Pamplona va talar els camps de Saraqusta, va construir la fortalesa de Castellar i més tard va fer tributari al rei musulmà d'aquella ciutat. El 1083 es va apoderar del castell de Graus, on havia mort el seu pare el 1063, Estada el 1087, Montsó el 1088 i Artasona en 1094. En el front de Las Bardenas, va ocupar Arguedas, en 1084 i Luna en 1092. En el front del riu Gallec, es va apoderar de Pedra Tallada i el 1083 va caure el Castell d'Ayerbe que va manar repoblar; el 1088 inicià el setge d'Osca aixecant el Castell de Montearagón, però va morir durant el setge el 4 de juny de 1094.
El seu fill el rei Pere I d'Aragó i Pamplona «el d'Osca» finalment va conquerir Osca, que es va convertir en la nova capital del regne l'any 1095 després de dotze anys en derrotar Ahmed II Ibn Yusuf al-Mustain a la batalla d'Alcoraz. El 1101 va prendre Barbastre i Sarinyena, així com Tamarit de Llitera el 1104. Durant el regnat d'Alfons I d'Aragó i Pamplona «el Bataller», en el curs de pocs anys, amb la valuosa col·laboració de la noblesa feudal del sud de França, es van conquerir els nuclis urbans i comarques de Tudela, Tarassona, Qalat al-Ayyub, Daroca i Saraqusta. La presa d'aquesta última ciutat l'1118 va suposar la caiguda de tot el regne musulmà, canviant d'aquesta manera radicalment les estructures socials i els horitzons espirituals del petit regne muntanyós que fins a aquell moment havia estat Aragó.

## 1134. Separació d'Aragó i Pamplona
El rei Bataller, que havia fracassat en el seu matrimoni amb la reina castellana Urraca I de Castella, no va tenir descendència. En el seu singular testament, va fer hereus dels seus regnes als ordes militars, però ningú va pensar a complir aquest testament i els nobles aragonesos, reunits a la població de Jaca, van reconèixer al seu germà Ramir com a rei. Per la seva banda, els navarresos van escollir Garcia Ramires de Pamplona, cosa que va suposar la separació del Regne de Pamplona.

## 1137. El Regne d'Aragó i el llinatge dels comtes de Barcelona
El nomenament de Ramir II d'Aragó com a rei, que en aquell moment era bisbe de Roda-Barbastre, després de la negativa dels nobles aragonesos a acceptar l'adopció de Garcia V de Navarra com a fill, feu que trenqués el vot de castedat casant-se amb Agnès de Poitiers el 1135. D'aquesta unió en va néixer una única filla, Peronella d'Aragó.
Amb una única filla com a descendent la noblesa aragonesa va buscar el suport del Casal de Barcelona i poder fer front els embats del Regne de Castella. Així, es va concretar només néixer el casament entre Peronella i el comte de Barcelona Ramon Berenguer IV, el qual, en virtut d'aquest matrimoni, fou nomenat príncep d'Aragó el 1137. Amb la mort de Ramon Berenguer IV el 1162 s'inicià el regnat d'Alfons el Cast, fet que suposa el naixement de la Corona d'Aragó l'any 1162, moment a partir del qual ambdós conjunts territorials començaren a ser governats per un sobirà comú: Així, el rei Alfons, esdevé el primer monarca que és alhora rei d'Aragó i comte de Barcelona, començant així la història de la Corona d'Aragó. Això no obstant, a causa de la minoria d'edat d'Alfons suposà que aquest fos aconsellat per un Consell de regència fins que el sobirà va contraure matrimoni i obtingué la majoria d'edat el 1174.